# Division 1 för damer 2019
La Division 1 för damer 2019 è la 1ª edizione del campionato di football americano femminile di secondo livello, organizzato dalla SAFF.

## Squadre partecipanti
| Club                   | Città        | Stadio | Sponsor ufficiale | Risultato nella stagione 2018 |
| ---------------------- | ------------ | ------ | ----------------- | ----------------------------- |
| Copenhagen Tomahawks   | Copenaghen   |        |                   |                               |
| Djurgårdens IF         | Stoccolma    |        |                   |                               |
| Göteborg Marvels       | Göteborg     |        |                   |                               |
| Kristianstad Predators | Kristianstad |        |                   |                               |
| Västerås Roedeers      | Västerås     |        |                   |                               |

## Stagione regolare

### Calendario

#### 1ª giornata
| Göteborg 28 aprile 2019 | Göteborg Marvels | 48 – 6 | Djurgårdens IF | Valhalla IP |

#### 2ª giornata
| Copenaghen 4 maggio 2019 | Copenhagen Tomahawks | 20 – 8 | Kristianstad Predators | Valby Idrætspark |

| Västerås 5 maggio 2019 | Västerås Roedeers | 28 – 6 | Göteborg Marvels | Arosvallen |

#### 3ª giornata
| Göteborg 11 maggio 2019 | Göteborg Marvels | 28 – 12 | Copenhagen Tomahawks | Kviberg |

| Stoccolma 12 maggio 2019 | Djurgårdens IF | 0 – 14 | Västerås Roedeers | Östermalms IP |

#### 4ª giornata
| Kristianstad 18 maggio 2019 | Kristianstad Predators | 18 – 34 | Göteborg Marvels | Kristianstad IP |

| Västerås 18 maggio 2019 | Västerås Roedeers | 26 – 6 | Copenhagen Tomahawks | Arosvallen |

#### 5ª giornata
| Karlskoga 25 maggio 2019 | Djurgårdens IF | 0 – 24 | Kristianstad Predators | Kanalplanen |

| Copenaghen 26 maggio 2019 | Copenhagen Tomahawks | 8 – 28 | Göteborg Marvels | Valby Idrætspark |

#### 6ª giornata
| Kristianstad 1º giugno 2019, ore 15:00 | Kristianstad Predators | - – - (annullata) | Copenhagen Tomahawks | Kristianstad IP |

| Västerås 1º giugno 2019 | Västerås Roedeers | 54 – 0 | Djurgårdens IF | Arosvallen |

#### 7ª giornata
| Göteborg 8 giugno 2019 | Göteborg Marvels | 14 – 18 | Västerås Roedeers | Kviberg |

| Kristianstad 8 giugno 2019 | Kristianstad Predators | 13 – 6 | Djurgårdens IF | Kristianstad IP |

#### 8ª giornata
| Karlskoga 15 giugno 2019, ore 12:00 | Djurgårdens IF | - – - (annullata) | Copenhagen Tomahawks | Kanalplanen |

| Kristianstad 15 giugno 2019 | Kristianstad Predators | 0 – 14 | Västerås Roedeers | Kristianstad IP |

### Classifica
La classifica della regular season è la seguente:
- PCT = percentuale di vittorie, G = partite giocate, V = partite vinte,  P = partite perse, PF = punti fatti, PS = punti subiti

| Pos. | Squadra                | PCT   | G | V | N | P | PF  | PS  |
| ---- | ---------------------- | ----- | - | - | - | - | --- | --- |
| 1    | Västerås Roedeers      | 1.000 | 6 | 6 | 0 | 0 | 154 | 26  |
| 2    | Göteborg Marvels       | .667  | 6 | 4 | 0 | 2 | 158 | 90  |
| 3    | Kristianstad Predators | .400  | 5 | 2 | 0 | 3 | 63  | 74  |
| 4    | Copenhagen Tomahawks   | .250  | 4 | 1 | 0 | 3 | 46  | 90  |
| 5    | Djurgårdens IF         | .500  | 5 | 0 | 0 | 5 | 12  | 153 |

## Verdetti
- Västerås Roedeers vincitrici della Division 1 för damer 2019